# Torre di Raimondello
A Torre di Raimondello, azaz Raimondello kapu Taranto egykori citadellájának egyik fennmaradt bástyája. 1404-ben épült a Ponte di Porta Napoli mellett, hogy a hídon áthaladó forgalom ellenőrzése céljából. Építtetője és egyben névadója Raimondo Orsini Del Balzo herceg volt, az egyik legbefolyásosabb tarantói nemesi család tagja. A citadellát 1861-ben számolták fel. Az 1883-as katasztrofális árvizek súlyosan megrongálták ezért az alapokig visszabontották.